# اتفاقية مدريد
اتفاقية مدريد وتسمى أيضاً اتفاق مدريد أو اتفاقيات مدريد، هي اتفاقية ثلاثية بين إسبانيا والمغرب وموريتانيا، تم توقيعها في 14 نوفمبر 1975، بعد عدة مفاوضات وهي تتألف من:
- وثيقة دعيت باسم (إعلان المبادئ)، وتنص على عملية تسليم الأرض للمغرب وموريتانيا بالإضافة إلى مجموعة إتفاقيات تتعلق بالصيد والتعاون الإقتصادي والصناعي. وقد إتضح فيما بعد أن تنازل إسبانيا عن الصحراء كان مقابل إشراكها في استغلال مناجم فوسفات بوكراع، وبقاء أسطول صيدها البحري في المياه الإقليمية الصحراوية، وبضمان قاعدتين عسكريتين لها قبالة جزر الكناري.
- تبرم إسبانيا قرارها، الذي أعربت عنه مرارا أمام هيئة الأمم المتحدة، بتصفية إستعمار أراضي الصحراء الغربية واضعة حدا لمسؤولياتها وسلطاتها كقوة إدارية على الأراضي المذكورة.
- إنسجاما مع القرار السابق ومع المفاوضات التي أوصت الأمم المتحدة بها مع الأطراف المعنية، تشرع إسبانيا فورا بإنشاء إدارة مؤقتة في الأراضي، يشارك فيها المغرب وموريتانيا بالتعاون مع الجماعة وتنقل إلى هذه الإدارة المسؤوليات والسلطات التي تشير إليها الفقرة السابقة. وبناء عليه، إتفق على تعيين حاكمين معاونين، تقترحهما المغرب وموريتانيا لمساعدة حاكم البلاد في أعماله، وسيتم إنهاء الوجود الإسباني على الأراضي نهائيا قبل 28 فبراير 1976.
- يحترم رأي السكان الصحراويين المعبر عنه من خلال الجماعة.
- تحيط البلدان الثلاثة الأمين العام للأمم المتحدة علما بما أقر في هذه الوثيقة كنتيجة للمفاوضات المعقودة بموجب المادة 33 من ميثاق الأمم المتحدة.
- تعلن البلدان الثلاثة المشاركة بأنها توصلت على النتائج السابقة بروح التفاهم المثلى والأخوة والإحترام لمبادئ ميثاق الأمم المتحدة، وكأفضل مساهمة لحفظ السلم والأمن الدوليين.
- تصبح هذه الوثيقة سارية في ذات اليوم الذي تنشر فيه في الجريدة الرسمية «قانون تصفية الاستعمار في الصحراء الغربية» والذي يخول الحكومة الإسبانية حيازة الالتزامات المتضمنة في هذه الوثيقة.